# Église Saint-Martin de Bourgeauville
L'église Saint-Martin de Bourgeauville est une église catholique située à Bourgeauville, en France.

## Localisation
L'église est située dans le département français du Calvados, sur la commune de Bourgeauville.

## Historique
L'édifice actuel date du XIIe, XVIe et du XVIIIe siècle.
La nef est datée du XIIe. 

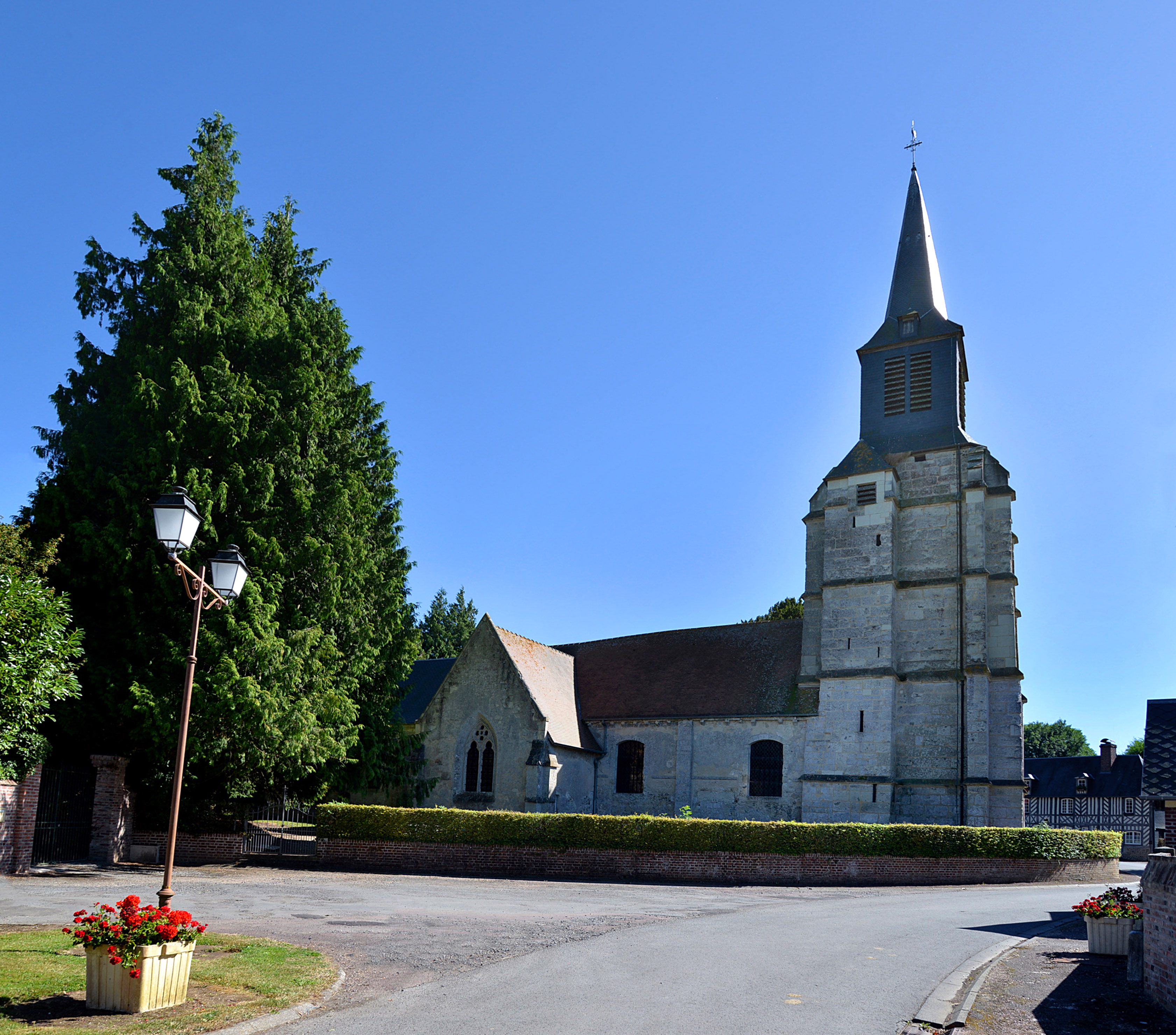
Vue extérieure de l'édifice.

Un faux transept constitué de deux chapelles est construit aux XIVe-XVe.
La tour est du XVIe selon Arcisse de Caumont, mais du XVe et laissée inachevée. Le chœur est l'objet d'une réfection au XVIIIe comme en témoigne une inscription 1779 sur l'arc triomphal.
Une sacristie est ajoutée à l'ensemble au XIXe.
L'édifice est inscrit au titre des monuments historiques le 27 juin 1984.
La nomination appartenait au seigneur de la paroisse.
La Sauvegarde de l'art français a contribué à la restauration des maçonneries du clocher en 1992 et du remplage de la chapelle sud en 1994.

## Architecture
Le plan de l'édifice est une croix latine.
La nef conserve une porte en plein cintre du XIIe fermée. 
Les fenêtres du transept sont de style flamboyant.
La flèche qui surmonte la tour est de charpente et d'ardoises.